# Elasmias kitaiwojimanum
Elasmias kitaiwojimanum é uma espécie de gastrópode  da família Achatinellidae.
É endémica de Japão.